# Monomachos-Krone

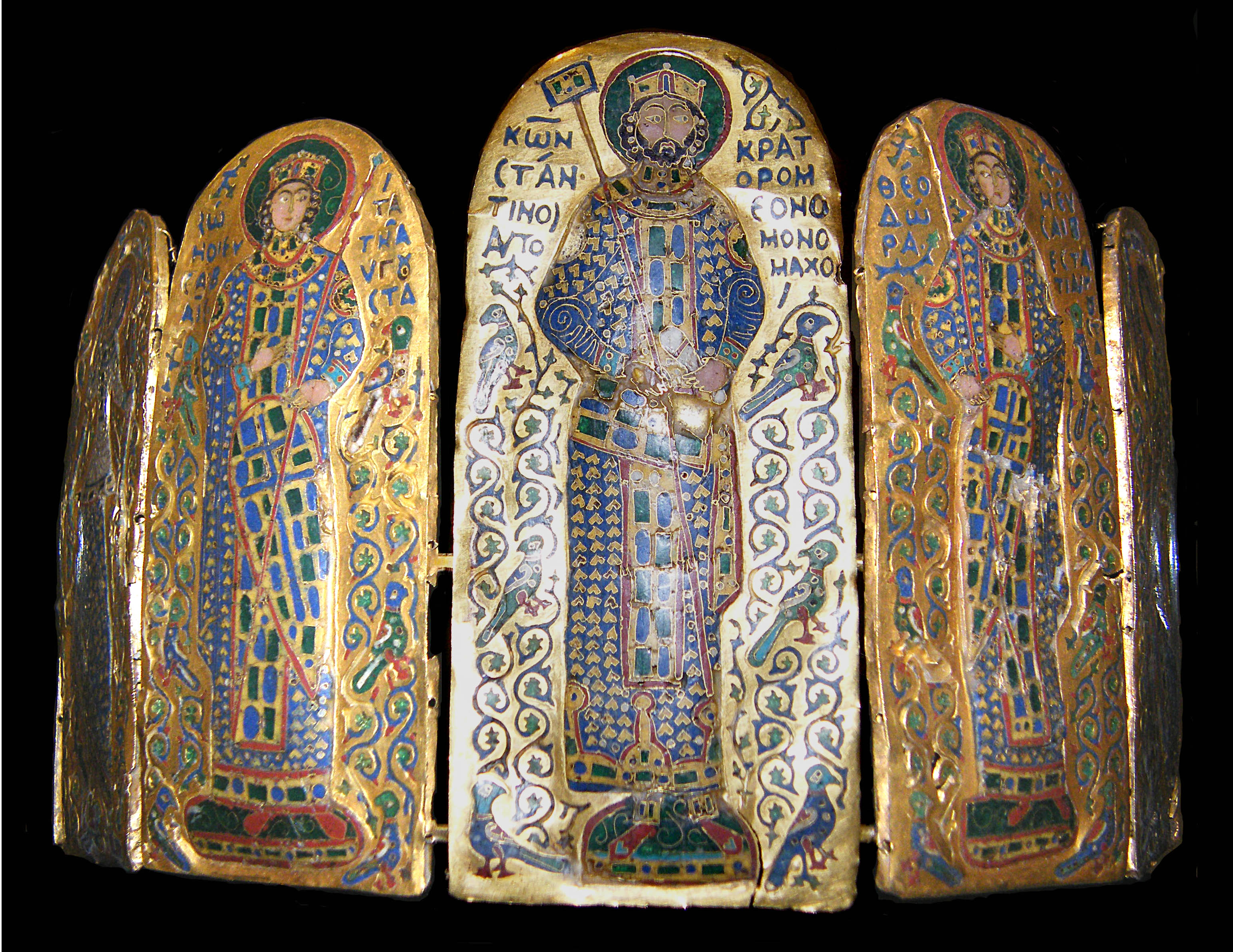
Die Monomachos-Krone

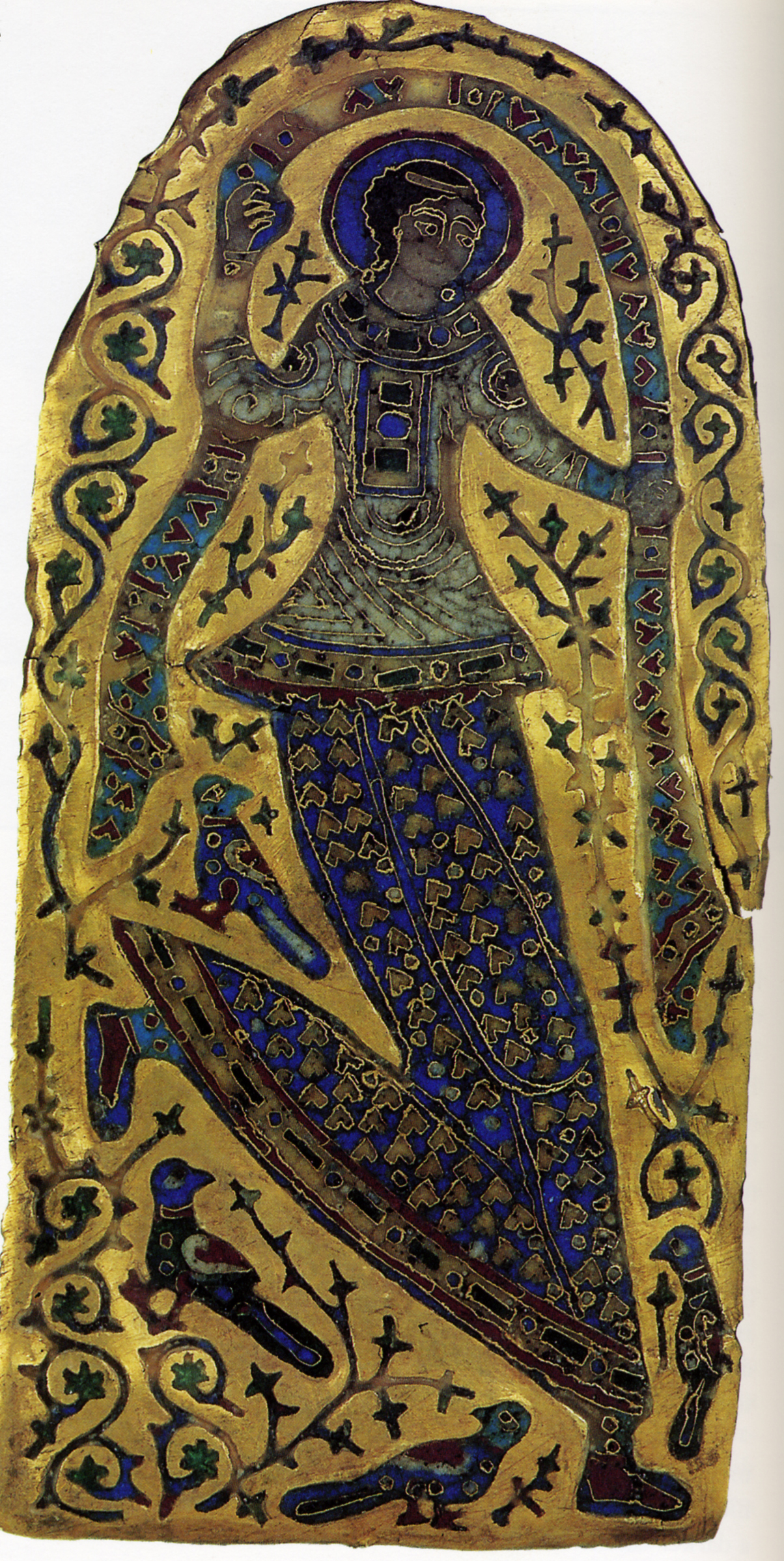
Tänzerin mit Schleier

Die Monomachos-Krone ist eine byzantinische, mit Zellenschmelz-Email verzierte und gravierte Goldschmiedearbeit. Sie befindet sich im  Ungarischen Nationalmuseum in Budapest. Auf sieben Goldplatten sind Kaiser Konstantin IX., seine Frau Zoe sowie deren Schwester Theodora, zwei Tänzerinnen und zwei allegorische Figuren dargestellt. Das kontrovers diskutierte Schmuckstück wurde um 1042 in Konstantinopel hergestellt. 

## Die Geschichte der Monomachos-Krone
Der ungarische König Andreas hatte 1045 in Kiew eine Tochter des Großfürsten Jaroslaw I. (Anastasia, auch Agmunda genannt, Mutter von König Salomon) geheiratet, deren Bruder Wsewolod I. seit 1046 mit Irene (Maria) von Byzanz, einer Tochter von Konstantin IX. Monomachos verheiratet war.
Nach Auffassung des Genealogen Szabolcs de Vajay soll Andreas die Krone von Konstantin IX. erhalten haben. Er brauchte eine neue Krone, da Heinrich III.  die ursprüngliche, im Jahre 1000  dem Heiligen Stephan I. angeblich von Papst Silvester II. geschenkte Krone nach der Schlacht bei Menfö 1045 von König Sámuel Aba erbeutet und nach Rom zurückgeschickt hatte.  Dass Andreas, der die Macht schon Ende September 1046 ergriffen hatte, erst im Februar 1047 gekrönt werden konnte, könnte darauf zurückzuführen sein, dass die königliche Gesandtschaft im Winter von Ungarn nach Konstantinopel und zurückreisen musste, um die Krone nach Ungarn zu holen. Im Jahre 1057 wurde auch der junge König Salomon mit dieser Krone gekrönt. 1074 floh der von Géza I. besiegte Salomon mit Krone und Schatz in Richtung Pressburg, um dort den Schutz seines kaiserlichen Schwagers Heinrich IV. zu suchen. Bewaffnete des Géza griffen sein Heer bei der Überquerung der Furt über die Waag bei Nyitraivánka an. Salomon ließ seine Kostbarkeiten und die Krone vergraben und verschanzte sich in Pressburg. Als Heinrich IV. im September 1074 einen Vorstoß unternahm, Ungarn für König Salomon zurückzugewinnen, verließ dieser die Armee des Kaisers und ritt durch das Waagtal in Richtung Neutra bis Sempte. Wahrscheinlich war dies ein vergeblicher Versuch, die bei der Furt von Nyitraivánka verborgene Krone zurückzuerlangen.
1860 fand ein Bauer in der Nähe von Nyitraivánka die Goldplatten beim Pflügen. Der Finder verkaufte sie in vier Partien zusammen mit zwei dort ebenfalls gefundenen, kleineren Zellenschmelzmedaillons, die jeweils die Apostel Petrus und Andreas im Brustbild darstellen, an einen Händler namens Markovits. Über diesen gelangten sie in den Jahren 1861 bis 1870 in den Besitz des Ungarischen Nationalmuseums.

## Beschreibung
Die sieben Platten aus Gold sind bei abnehmender Größe 10 cm bis 4,5 cm hoch und 3,5 cm breit. Sie haben asymmetrisch geschnittene Löcher, deren Größe und Verteilung nahelegt, dass ursprünglich eine Textilie oder Leder die Platten verband. Es konnten Reste von Goldbändern für die Aneinanderfügung festgestellt werden. Es ist möglich, dass die sieben Platten auf einer Stoffhaube befestigt waren. Auffällig sind die grobe Verarbeitung der Dekoration, die geringe Stärke der Goldplatten sowie das Auftreten von Fehlern bei der Darstellung der Kleidung und bei den Inschriften.
Die mittlere und größte Platte zeigt Kaiser Konstantin IX. Monomachos, der von 1042 bis 1055 byzantinischer Kaiser war. Eine griechische Inschrift auf der Tafel besagt: Konstantin, Autokrator der Römer, Monomachos. Auf der Platte rechts davon ist seine Gattin und auf der linken Platte deren Schwester dargestellt. Auf den kleineren Tafeln jeweils rechts und links der Kaiserinnen sind zwei tanzende, weibliche, allegorische Figuren zu sehen. Die kleinsten Platten zeigen die Personifikationen von zwei Tugenden. Die Figuren tragen einen Nimbus um den Kopf und werden bis auf die Tugenden im Hintergrund von Blumenranken, Vögeln und Zypressen umgeben.
Der stehend dargestellte Kaiser hält das Labarum in der rechten Hand und in der linken die Akakia, einen Stoffbeutel, der Staub enthält und die Vergänglichkeit symbolisiert. Der gekrümmte Teil der Kaiserkrone ist an den Spitzen mit drei Kugeln verziert. Die Kaiserinnen tragen gleiche Kronen. Sie halten in der rechten bzw. linken Hand ein Zepter und weisen mit der anderen Hand auf Kaiser Konstantin. Er trägt das Zeremoniengewand eines byzantinischen Herrschers mit Efeublattdekoration und den byzantinischen Herrschaftszeichen Loros und Maniakion.  Der Loros ist eine reich mit Edelsteinen, Perlen und Stickerei versehenen Schärpe, die über die Schulter gelegt und um die Hüften geschlungen wurde. Das eine Ende des Loros fiel vorne bis zum Saum, das andere Ende hing gerade herunter. Bei dem Maniakion handelt es sich um einen breiten perlen- und edelsteingeschmückten Kragen. Die mit roten Schuhen bekleideten Füße der drei Mitglieder der kaiserlichen Familie stehen auf einem Suppedion (Fußkissen). Beide Frauen tragen den kompletten Ornat der Kaiserinnen mit dem schildartigen, schräg unterhalb des Gürtels herabhängenden Thorakion. Zoe, die 1042 64 Jahre alt war, erscheint in idealisierter Darstellung als junge Frau. Die mit Fehlern behafteten Inschriften besagen: Theodora, die Kaiserin ist eine Gläubige sowie Zoe, die Kaiserin ist eine Gläubige. 
Der Hintergrund der Platten, auf denen die zwei tanzenden Frauen dargestellt werden, ist mit dem gleichen Blätterwerk verziert, es fehlen jedoch Inschriften zur Identifizierung. Die Tänzerinnen schwingen Schleier über dem Kopf, wobei sie das eine Bein scharf nach hinten links anwinkeln. Der Auffassung, dass es sich um professionelle Tänzerinnen handeln könnte, widerspricht der Nimbus um den Kopf der Tänzerin, der auf die sakrale Sphäre verweist. 
Zwei wiederum kleinere Platten zeigen jeweils eine weibliche Figur mit Nimbus vor ebenem goldenem Hintergrund, links und rechts umgeben von je einer Zypresse, die das Paradies symbolisieren. Es sind nach ihren Inschriften Personifikationen der Tugenden Aufrichtigkeit und Demut.  Die Personifikation der Aufrichtigkeit hält ein Kreuz in der Hand und deutet auf ihren Mund, während die andere die Arme in Demut über der Brust kreuzt.

## Kontroverse  Einordnung
1937 erforschte Magda von Bárány-Oberschall die emaillierten Goldplatten. Die Größe der aus den Platten gebildeten Krone veranlasste sie zu der Auffassung, dass es sich um eine byzantinische Frauenkrone des 11. Jahrhunderts handeln müsste.
1994 äußerte der griechische Byzantinist Nikolaos Oikonomides den Verdacht, es könnte sich bei der Monomachos-Krone um eine Fälschung aus dem 19. Jahrhundert handeln. Die grobe Verarbeitung, die fehlerhafte und ungewöhnliche Beschriftung  brachten ihn zusammen mit den Umständen der Auffindung und möglichen Vorbildern der Fälschung zu dieser Ansicht. Er vermutete den Hersteller im Raum Venedig, ohne ihn jedoch namhaft machen zu können.
In dem Artikel The State of Research into the Monomachos Crown and Some Further Thoughts. in der auch die Fälschungshypothese von Nikolaos Oikonomides ausführlich behandelt und weitestgehend widerlegt wurde, erwähnte Etele Kiss vom Ungarischen Nationalmuseum, dass die Krone bei einem Triumphzug verwendet worden sein könnte. Die sieben Platten bilden einen Kreis, dessen Durchmesser von ca. 22 cm auch für einen Frauenkopf zu klein ist. Da es keine Hinweise auf fehlende Platten gibt, ist anzunehmen, dass es nur sieben waren. Der Durchmesser deutet darauf hin, dass es sich um einen Oberarmreif, eine als Auszeichnung an Soldaten verliehene Armilla handeln könnte, der über den Bizeps des Oberarms getragen wurde. Unter mehreren möglichen Anlässen kommt der Triumph anlässlich des Sieges des Stephanos Pergamenos über General Georgios Maniakes in der Schlacht von Ostrobos am 2. Februar 1043 als  Zeitpunkt der Verwendung des Schmuckstückes in Frage. Der Triumph des Stephanos Pergamenos war vom Kaiser erst im letzten Moment genehmigt worden. Dies würde die der Eile geschuldeten Mängel in der Fertigung erklären. Auch die dargestellten Tänzerinnen und Allegorien passen zu einem Triumphzug. Die Allegorie der Demut wäre dann als Mahnung an den Triumphator zu verstehen. Nach den Feierlichkeiten könnte der Schmuck in die kaiserliche Schatzkammer gelangt und später als Krone nach Ungarn vergeben worden sein.